# Dr.DMAT〜瓦礫の下のヒポクラテス〜
『Dr.DMAT〜瓦礫の下のヒポクラテス〜』（ドクター・ディーマット がれきのしたのヒポクラテス）は、原作・高野洋、作画・菊地昭夫による日本の漫画、およびそれを原作とした日本のテレビドラマ。
典型的な『神の手』設定に分類されるものではあるが、近年注目される都市型巨大地震や津波、火災などの現場で災害医療、いわゆる「瓦礫の下の医療」に尽力を傾ける「災害派遣医療チーム（DMAT）」の奮闘を細やかに描いた作品である。DMATの使命は、災害現場で、被災した人々の「命をつなぐ」ことにあり、十分な医療環境の整えられていない中で一刻を争う人命救助の最前線で働く彼らの成長を描くヒューマンドラマである。なお、本作品では日本DMATではなく東京DMATが舞台である。

## 原作の連載雑誌
『スーパージャンプ』（集英社）2011年1号（2010年12月発売）より連載を開始、2011年21・22合併号（同誌最終号、同年11月発売）まで連載された後、新創刊された『グランドジャンプPREMIUM』（『グランドジャンプ』の定期増刊号、2011年12月発売の第1号から2013年8月発売の第21号まで）にて連載を継続。下記のテレビ番組化が決定したことを受け、『グランドジャンプ』本誌に2013年24号（同年11月発売）より連載雑誌を移動。2015年15号まで連載した後、同誌のWEB連載に移籍して2016年2月17日にて完結。

## 書誌情報

### コミックス
- 原作・高野洋、作画・菊池昭夫 『Dr．DMAT〜瓦礫の下のヒポクラテス〜』 集英社〈ジャンプ・コミックス デラックス〉、全11巻
  1. 2011年6月8日第1刷発行（6月3日発売[集 1]）、ISBN 978-4-08-859887-1
  2. 2011年12月24日第1刷発行（12月19日発売[集 2]）、ISBN 978-4-08-858782-0
  3. 2012年6月24日第1刷発行（6月19日発売[集 3]）、ISBN 978-4-08-858790-5
  4. 2012年11月24日第1刷発行（11月19日発売[集 4]）、ISBN 978-4-08-858797-4
  5. 2013年5月22日第1刷発行（5月17日発売[集 5]）、ISBN 978-4-08-858802-5
  6. 2013年12月24日第1刷発行（12月19日発売[集 6]）、ISBN 978-4-08-858805-6
  7. 2014年6月24日第1刷発行（6月19日発売[集 7]）、ISBN 978-4-08-858809-4
  8. 2014年11月24日第1刷発行（11月19日発売[集 8]）、ISBN 978-4-08-858811-7
  9. 2015年5月24日第1刷発行（5月19日発売）、ISBN 978-4-08-858813-1
  10. 2015年10月24日第1刷発行（10月19日発売）、ISBN 978-4-08-858815-5
  11. 2016年4月24日第1刷発行（4月19日発売）、ISBN 978-4-08-858817-9

## テレビドラマ
『Dr.DMAT』のタイトルで2014年1月9日より3月20日まで毎週木曜21:00 - 21:54（JST）に、TBS系列「木曜ドラマ劇場」枠で放送された。主演は大倉忠義。

### キャスト

#### 有栖川総合病院

##### 東京DMAT隊員
八雲 響
演 - 大倉忠義（少年期：亜蓮）
総合診療科医で元救命救急センター医師。凛と幼馴染。自分の判断ミスで妹を植物状態にしてしまった過去を背負い、以降感情を表に出さず、ミスを恐れて外来患者の診察に徹していた。少しでも妹のそばにいたいがため、病院で寝泊まりをし、妹の治療費を捻出するためだけに医師を続けている。病院長から東京DMAT隊員になるよう命じられ、災害医療に関わることで心境が変化していく。
吉岡 凛
演 - 加藤あい
救命救急センター看護師。響と幼馴染で快活な性格。感情を表に出さなくなった響を心配する。後にDMAT隊員に志願し、響と共に働く。西東京地震による土砂災害に巻き込まれ死亡する。なお、原作では吉岡ではなく妹の春子が死亡する。ドラマ2話でビル火災に巻き込まれるが、原作ではこのエピソードも春子である。さらに原作では最終巻で八雲と結ばれている。
伊勢崎 紅美
演 - 市川実日子
脳外科医。勝一の娘。響に対して見下した態度を見せ、外科の才能がない響を馬鹿にする。
小曽根 達也
演 - 佐藤二朗
救命救急センター（東京ER）医長。自負が強く、響のことを快く思ってない。オネエ言葉で会話し、響のことを小鹿ちゃんまたはバンビと呼ぶ。
長谷川 久美子
演 - 麻生祐未
看護師長。シングルマザー。響の才能を見抜き、病院長に勧めた。
水野 幸子
演 - 滝沢沙織
救命救急センター看護師。看護師としての腕は優秀だが口が悪い。医師としてもDMAT隊員としても頼りない響を快く思ってない。
近藤 道子
演 - 未来
救命救急センター看護師。
沢井 幸助
演 - 日中泰景
看護師。
木下 智治
演 - 小林徹
業務調整員（ロジスティックス）。庶務課事務員。
花田 大吉朗
演 - 松尾諭
庶務課事務員。医療知識は全くないが、資格マニア。DMAT隊員を後方支援するロジスティックスとして働く。

##### 病院関係者
八雲 春子
演 - 瀧本美織（幼少期：矢崎由紗）
響の妹。1年前に起きた工事現場の事故に巻き込まれ、応急処置の遅れからTalk and Deteriorateを発症し植物状態になり、入院している。響の作った玉子焼きが大好物。その後、意識が回復する。なお、上記はドラマのオリジナルの設定である。原作では保育士として現役で働いており、レスキュー隊長の桜庭と結ばれて息子が誕生するが、地震によって死亡している(ドラマでは吉岡が死亡する)。
村上 和司
演 - ほっしゃん。
外科医。響より年上だが同期。凛にはいつも軽くあしらわれる。
早川 智
演 - 阪田マサノブ
外科部長。紅美、村上の直属の上司。
相沢 みき
演 - 飛鳥凛
西川 真里
演 - 辻元舞
上記2名は外来担当看護師。
伊勢崎 勝一
演 - 國村隼
病院長。東京DMAT立ち上げの1人。響にDMAT隊員入りを命じた｡

#### 東京消防庁第二方面消防救助機動部隊
桜庭 周作
演 - 石黒賢
東京消防庁のハイパーレスキューの経験豊富な第一小隊長。DMATと共に活動しながら響を見守り、彼以外のDMAT隊員にも厳しい口調で接している。
小松 健二
演 - 髙木雄也（Hey! Say! JUMP）
ハイパーレスキュー隊員で桜庭の部下。経験が浅く、からまわりすることも多い。桜庭に憧れを抱く。

#### その他
八雲 雷蔵
演 - 左とん平
響・春子の父方の祖父。遠くから響と春子を見守りながら、奥多摩で診療所を営む。おっとりした性格だが、名医と呼ばれた時代もあった。伊勢崎の恩師でもある。

#### ゲスト
複数話・単話登場の場合は演者名の横の括弧（）内に表記。

##### 第1話
林 敏子
演 - 松本じゅん（第3話 - 第4話）
響のことを気に入り、外来で会うのを楽しみにしている。診察時に痛みを訴える前に足の怪我を響に見抜かれた。
牧野
演 - 山内秀一
救命救急センター研修医。1年前、工事現場の事故で搬送されてきた傷病者への処置を八雲と共に当たっていた。
永井 武司
演 - 三又又三
脳卒中で意識障害と片麻痺を起こした。
宮本 考一
演 - 岡本光太郎
低血糖症で意識障害と片麻痺を起こした。
上記2名はトンネル内の玉突き事故に巻き込まれた重体患者で年代、性別、病状の度合が酷似しており、響はどちらを優先的に搬送するかの選択を迫られる。
翼
演 - 髙橋來（第2話）
凛の姉の息子。母の代理で保育園へ迎えに来た凛と共にビル火災に巻き込まれる。

##### 第2話
川谷 茂
演 - 久保晶
理容室「シゲ」店主。店舗が入る雑居ビルで火災が発生し、客を助けるために逃げ遅れる。
伸江
演 - 竹内都子
焼身自殺を図り、経営するスナックに火を放つ。
小島 真
演 - 増田修一朗
理容室「シゲ」の客。

##### 第3話
柏木 亮
演 - 中村俊介
過去に響の診察によって初期段階で舌癌が見つかり、パティシエにとって大事な味覚を失わずに済んだことから彼のことを白衣のスーパーヒーローと慕う。自らが購入したビルのエレベーター事故に巻き込まれる。
柏木 沙織
演 - 粟田麗
亮の妻。

##### 第4話
桐谷 秀次郎
演 - 斎藤洋介
元建築会社専務。年末の大掃除に脚立から転落したときの外傷が起因し、慢性硬膜下血腫を発症していた。ビル解体現場の崩落事故に巻き込まれ、瓦礫が覆いかぶさり身動きが取れなくなる。
桐谷 珠代
演 - 角替和枝
秀次郎の妻。
長谷川 龍太
演 - 笹岡サスケ（第5・9話 - 第10話）
長谷川師長の息子。

##### 第5話
丸山 佑子
演 - 長谷川真弓
自らが運転していた車に対向車線からはみ出してきたトラックと正面衝突し、親子共々交通事故に巻き込まれ、後部座席に同乗していた夫は間もなく死亡する。意識を失う直前に、息子を優先して治療することを懇願する。
丸山 翔太
演 - 須田琉雅
佑子の息子。交通事故に遭ったとき、母と同程度の重体に陥っていた。
岸田 勝子
演 - 大森暁美
佑子の母。娘夫婦が実家へ遊びに来た帰りの道中で交通事故に巻き込まれてしまう。

##### 第6話
土屋 哲也
演 - 小倉一郎
末期の胃がん患者。響の病状説明から自宅に戻れず病院のベッドで死を迎えることを悟り、同室の明日香に頼み自身が経営する土屋加工工場に連れて行ってもらう。そこで調子が悪くなった工作機械に足を挟まれる。
土屋 昌也
演 - 野村修一
江上 明日香
演 - 徳永えり
車輌との接触事故で尺骨橈骨を開放骨折し、右前腕の神経が断裂してしまったことでヴァイオリニストの夢が断たれる。自殺する目的で土屋の依頼を受け入れる。
明日香の母
演 - 角南範子

##### 第7話
川畑 智也
演 - 相馬圭祐（第6話）
負傷者20名内死者8名の犠牲者を出した凄惨な通り魔事件を東京スノーランド内で引き起こす。発煙筒を使用し火災事故に見せかけ、来園者の混乱に乗じて人を襲う巧妙さを見せた。
藤原 麻美
演 - 岡本玲
有栖川病院元看護師で結婚が決まり寿退社する。結婚相手と遊びに来ていた遊園地で通り魔事件に遭遇し、背後から刺される。
鈴川 康平
演 - 永岡卓也
麻美の結婚相手。
五十嵐 千夏
演 - 安藤麻吹
桂一・葵の母。刃物で襲ってきた犯人から咄嗟に娘を庇ったことで深手を負い、重体に陥る。
五十嵐 桂一
演 - 中島凱斗
遊園地で通り魔事件が起きた時間帯は家族と別行動を取っていたため、犯人に危害を加えられることはなかったが目の前で家族が犯人に襲われる。
五十嵐 葵
演 - 安藤美優
桂一の妹。遊園地へ行くことを躊躇した兄を説得し、両親や兄と4人家族で東京スノーランドへ遊びに行く。

##### 第8話
一之瀬 義昌
演 - 国広富之
次期総理大臣候補の衆議院議員。地震による建築資材の落下事故に巻き込まれ、身体や足が長時間に渡り資材の下敷きになっていたことでコンパートメント症候群及びクラッシュ症候群の疑いがあった。
山口 正明
演 - 佐野泰臣
一之瀬の第二秘書。地震による建築資材の落下事故に巻き込まれ、外傷所見は見当たらなかったが脾臓損傷を発症していた。
重松 勝男
演 - 浜田晃
石橋商事会長。日本経済団体連合会理事。雑居ビルのガス爆発事故に巻き込まれ、鎖骨骨折左下肢骨折及び多発肋骨骨折を発症。
桑野 守
演 - 竹下宏太郎
職探し中の出稼ぎ労働者。雑居ビルのガス爆発事故に巻き込まれ、硬膜下血腫及び脳挫傷を発症。重症度搬送順位では病状が重い桑野が優先されるが、政界や中東に太いパイプを持つ重松が先に病院へ運ばれる。
岸本 薫子
演 - ふせえり
美容評論家。脳梗塞で緊急搬送され、特別室に入院する。
竹内
演 - 仲井真徹
フリーター。病院内で脳梗塞を発症し、所持金の持ち合わせがないことや健康保険にも加入しておらず、処置を終えた後に退院する。
森田 章夫
演 - デビット伊東
一之瀬の第一秘書。
桑野 梓
演 - 佐藤友紀
娘と北海道で暮らす守の妻。

##### 第9話
五十嵐 美貴
演 - 青山美郷
バスケ部マネージャー。バスケ部の練習中に選手とぶつかり、靭帯損傷や頭部外傷を負う。外傷性健忘症の症状が現れ始め、硬膜下血腫の疑いが濃くなる。
黒川 隼人
演 - 荒井敦史
バスケ部部員。バスケ部の練習中に地震が発生したことで天井の資材が落下し、心臓に近い部位に鉄筋が突き刺さり串刺し状態に陥る。
田中
演 - 河相沙羅
黒川のチームメイト。

##### 第10話
大迫 卓司
演 - 宮川一朗太
医師。大田区の製紙工場で働く母・昌子が地震による建物倒壊に巻き込まれる。
荒川 菊枝
演 - 藤田弓子
荒川 七三男
演 - 森下哲夫
上記2名は震源地の東京都西多摩郡に近い場所で暮らす夫婦。救援が遅れている状況下で菊枝が脳梗塞の疑いで意識を失う。
中井 秀俊
演 - おかやまはじめ
地震の発生時足に怪我を負い、新宿の路上で動けず困っているときに久保に助けてもらう。
久保 浩司
演 - 戸谷公人
中井を病院まで送り届けた直後に急性硬膜外血腫で倒れる。過去に被災した経験から中井を助ける。
関口 逸郎
演 - 山田明郷
医師。製紙工場倒壊現場の救命活動に参加するが災害現場医療を無視したやり方で現場を混乱させる。
野村 武
演 - 崎山凛（最終話）
奥多摩地区住人。地震発生後に雷蔵の安否を気遣い、一時帰宅した春子を避難所へ搬送する手助けをする。
野呂 朱音
演 - 久家心（最終話）
奥多摩地区住人。母が地震発生時に頭部外傷を負ってしまい、救助を求めていたところに凛が通り掛かり助けてもらう。

### スタッフ
- 原作 - 高野洋、菊地昭夫『Dr.DMAT〜瓦礫の下のヒポクラテス〜』（集英社 ジャンプコミックスデラックス刊）
- 脚本 - 穴吹一朗、吉澤智子
- 音楽 - 末廣健一郎
- 演出 - 倉貫健二郎、松田礼人、堀英樹、福田亮介
- 主題歌 - 関ジャニ∞「ひびき」（インペリアルレコード）[6]
- 演出補 - 福田亮介、吉村剛弘
- 医療・消防担当 - 吉村剛弘
- 特殊メイク・造型 - 松井祐一
- 医療美術 - 井口浩
- 技斗 - 大道寺俊典
- 技術協力 - 東通
- CG - マリンポスト
- ファイヤーエフェクト - 太平特殊効果
- DMAT監修 - 佐々木勝
- 医療監修 - 冨田泰彦
- 医療協力 - 東京DMAT、都立広尾病院
- DMAT指導 - 都立広尾病院東京DMAT
- 医療指導 - 池添祐大、前田達浩
- DMAT Logistics監修責任者 - 高橋滋之
- 消防協力 - 東京消防庁
- 消防指導 - 東京消防庁企画調整部広報課報道係、東京消防庁第二方面消防救助機動部隊（ハイパーレスキュー）、東京消防庁装備部航空隊
- 企画 - 石丸彰彦
- プロデューサー - 加藤章一
- プロデューサー補 - 森嶋正也、吉村剛弘、大高さえ子
- 製作著作 - ドリマックス、TBS

### 放送日程
| 各話                                                      | 放送日  | サブタイトル                                                                  | 脚本              | 演出       | 視聴率 |
| --------------------------------------------------------- | ------- | ----------------------------------------------------------------------------- | ----------------- | ---------- | ------ |
| 第1話                                                     | 1月09日 | 今そこにある危機!! 首都直下型巨大地震へ災害医療の現実と涙… 青年の戦いが始まる | 穴吹一朗 吉澤智子 | 倉貫健二郎 | 7.9%   |
| 第2話                                                     | 1月16日 | 愛すべき人の死                                                                | 穴吹一朗 吉澤智子 | 松田礼人   | 7.2%   |
| 第3話                                                     | 1月23日 | 絶体絶命の決断                                                                | 吉澤智子          | 倉貫健二郎 | 7.0%   |
| 第4話                                                     | 1月30日 | 瓦礫の下の脳手術                                                              | 吉澤智子 穴吹一朗 | 松田礼人   | 8.4%   |
| 第5話                                                     | 2月06日 | 禁断の手術と決意                                                              | 吉澤智子 穴吹一朗 | 堀英樹     | 5.0%   |
| 第6話                                                     | 2月13日 | 余命なき緊急手術                                                              | 吉澤智子          | 倉貫健二郎 | 5.3%   |
| 第7話                                                     | 2月20日 | 悪魔を救う医師                                                                | 吉澤智子          | 松田礼人   | 5.4%   |
| 第8話                                                     | 2月27日 | 裏切りの救命手術                                                              | 吉澤智子 穴吹一朗 | 福田亮介   | 7.3%   |
| 第9話                                                     | 3月06日 | 直下型地震の予告                                                              | 吉澤智子          | 倉貫健二郎 | 6.2%   |
| 第10話                                                    | 3月13日 | 巨大地震と戦う!                                                               | 吉澤智子 穴吹一朗 | 松田礼人   | 8.2%   |
| 最終話                                                    | 3月20日 | 災害の果ての医療                                                              | 吉澤智子 穴吹一朗 | 倉貫健二郎 | 7.3%   |
| 平均視聴率 6.9%（視聴率は関東地区、ビデオリサーチ社調べ） |         |                                                                               |                   |            |        |

- 初回は6分繰り上げ・15分拡大（20時54分 - 22時3分）。
- 第2話・第3話は5分拡大（21時 - 21時59分）。
- 第7話は30分繰り下げ（21時30分 - 22時24分）。

### エピソードリスト
| 話数 | エピソードタイトル                                                           | 初回放送日 | 脚本               | 演出       |
| --- | ---------------------------------------------------------------------------- | ---------- | ------------------ | ---------- |
| 第1話 | 今そこにある危機!! 首都直下型巨大地震へ災害医療の現実と涙…青年の戦いが始まる | 1月09日    | 穴吹一朗、吉澤智子 | 倉貫健二郎 |
| 有栖川総合病院で働く内科医の八雲響は、1年前にERにいたときに、事故で運ばれてきた妹を自分の判断ミスで植物状態にしてしまった過去を持つ。響の幼馴染みでER看護師の吉岡凛は、響を立ち直らせようとしてる。そんなとき、伊勢崎院長からDMAT隊員になるように命じられ、仕方なく研修を受けた。DMATとして初めての出動のトンネル事故の現場を見たときに、唖然したが自身が持つ観察力で赤タグの患者2人を助けた。 |                                                                              |            |                    |            |
| 第2話 | 愛すべき人の死                                                               | 1月16日    | 穴吹一朗、吉澤智子 | 松田礼人   |
| 雑居ビルでの火災でDMAT隊に出動要請が出た。DMATを辞めたいと思っている響は、中途半端な気持ちで現場に向かった。出火原因は、2階のスナックのママが自殺しようとしたことだった。火災ということで、外傷だけではなく一酸化炭素中毒などもあり、響は苦戦してた。そんなとき子供たちを見つけ、ビルに保育園があることを知る。避難している子供たちの中に、凛の甥っ子の翼がいるのを見つけた。翼の話によると凛がビルの中にいるとのこと。響は自分で中に入ろうとするが、桜庭に叱られる。響は落ち込んでた矢先、緑タグ患者の容態が急変した。響はその患者の治療をして、即興医療をしてまわりから驚かれた。患者を助ける際、凛と男性どちらを助けるかを選択するときに男性を選び、医者としてはやり遂げたが、幼馴染みとして絶望に陥いる。最後は桜庭が凛を助けた。 |                                                                              |            |                    |            |
| 第3話 | 絶体絶命の決断                                                               | 1月23日    | 吉澤智子           | 倉貫健二郎 |
| あるとき響の元へ、パティシエの柏木亮が訪れた。柏木は、響の元患者で3年前に舌癌を患った。当時研修医だった響が初期状態で見つけた。柏木は、響のことを白衣のスーパーヒーローと呼んでいた。久々に響に会った柏木は、響の表情などが3年前と変わっていて驚いた。 さらに、凛からDMAT登録をしたと聞かされた。響は、DMAT隊員になって、命を選ばなきゃいけないことに、ストレスを感じていて、凛にも同じ気持ちをあじあわせたくなかったのだ。でも凛は、『私を助けなかったからそのことで自分から逃げてるだけでしょ』と言われてしまい、黙ってしまった。そんなとき、DMAT隊に出動要請が出た。ビルでのエレベーター事故と言うことで、響は内科医の僕は行かない方がいいと言うが、外科医の小曽根が行けないから来るようにと言われてしまう。現場に行くとそこには落下したエレベーターに足を挟まれた柏木の姿があった。衝撃で歪んでしまったエレベーターを動かすには時間がかかり過ぎるため、柏木を救うためには両足を切断して搬送する必要があるが、内科医の響には酸素マスクをつけて心電図モニターをつける応急処置程度しか出来なかった。しかも折悪く他の病院のDMAT隊も出動する余裕がない。響が柏木の胸にたまった血を抜こうとしたとき、地下室で引火が起き、レスキュー隊の桜庭、小松から退避命令がでた。再び指示がでて、響は柏木の元に行ったが意識はほとんどなかった。響が治療を再開しようとしたとき、心肺停止になってしまった。響は夢中で心臓マッサージをしたが、60分後に死亡と判断された。それから、自分の技術を増やそうと再びERに戻り、外科の技術を学ぶことを決めた。 |                                                                              |            |                    |            |
| 第4話 | 瓦礫の下の脳手術                                                             | 1月30日    | 吉澤智子、穴吹一朗 | 松田礼人   |
| ERで外科の勉強をすることにした響。そんなときに院長の娘で天才脳外科医伊勢崎紅美が有栖川病院にやってきた。紅美もまたDMATに入るように言われたがとりあえずの救命に興味はないといって断る。 そんな時工事現場で瓦礫の倒壊事故が発生。現場で脳に血腫がある患者をこの場で手術しなければならない状況になった。紅美は手術できないと判断したが、響の判断で手術は成功した。 |                                                                              |            |                    |            |
| 第5話 | 禁断の手術と決意                                                             | 2月06日    | 吉澤智子、穴吹一朗 | 堀英樹     |
| 響は長谷川がシングルマザーであると知る。その直後トラックと乗用車の衝突事故が発生。駆けつけたDMATは処置を実施する。母親を助けることができたが子供が死亡してしまう。母親を選んだ響の判断は間違ってなかったが母親から責められてしまう。一方響の判断を無視した長谷川は責任を問われ、DMATをやめることを決めた。 そんな時イベントホールで将棋倒しが発生し響たちは出動する。一方長谷川は患者の家族に娘を助けたことを感謝される。患者も母親だがその母親にも母親がいた。そのことに気づき改めてDMATとして将棋倒しに出動する。 |                                                                              |            |                    |            |
| 第6話 | 余命なき緊急手術                                                             | 2月13日    | 吉澤智子           | 倉貫健二郎 |
| 有栖川病院のERに末期がんの患者と交通事故で左腕を骨折した患者が搬送されてきた。二人は未来に絶望し死にたいと考えていた。二人は病院から脱走してがん患者の工場に行った。そこでがん患者は機械に足が挟まれて動けなくなる。現場に出動した響たちは死なせてくれとがん患者に言われるが、独断で足を切断し救出する。一度は助かったものの二週間後に息を引き取った。 |                                                                              |            |                    |            |
| 第7話 | 悪魔を救う医師                                                               | 2月20日    | 吉澤智子           | 松田礼人   |
| 藤原麻美が寿退社する。その後デートでスノーランドに行く。出かけたスノーランドから火災通報がありDMATが出動する。しかしハイパーレスキューの桜庭隊長から、火災は発炎筒を使った誤報であったと伝えられる。実際はその騒ぎを起こし、混乱した園内で発生した無差別殺傷事件だった。犯人が逮捕されるまで待機命令が出たが響、紅美、凛、水野、近藤、長谷川が命令無視で中に入る。紅美と凛、水野は倒れている麻美を発見。一方響と長谷川は刺された家族の処置に当たる。しかし犯人が自分を刺して重症を負ったと情報が入る。犯罪者のために普通の家族の命を犠牲にしたくない響は家族の治療を優先しようとする。しかし子供は助かるものの、両親は心肺停止状態となる。そのため犯人の治療を行う。一方の麻美は治療の甲斐空しく死亡してしまう。麻美の婚約者は犯人が助かり麻美が死亡したことに怒りを隠せない。その後今回の諸々の問題をDMATの医師は院長から叱責される。両親が死亡したことを子供に説明する響。だが子供は妹を助けた響に感謝する。数日後院長から有栖川病院のDMATは出動を見合わせると言い渡されてしまうが、そこに出動要請が下り響たちは出動する。 |                                                                              |            |                    |            |
| 第8話 | 裏切りの救命手術                                                             | 2月27日    | 吉澤智子、穴吹一朗 | 福田亮介   |
| |                                                                              |            |                    |            |
| 第9話 | 直下型地震の予告                                                             | 3月06日    | 吉澤智子           | 倉貫健二郎 |
| |                                                                              |            |                    |            |
| 第10話 | 巨大地震と戦う!                                                              | 3月13日    | 吉澤智子、穴吹一朗 | 松田礼人   |
| |                                                                              |            |                    |            |
| 最終話 | 災害の果ての医療                                                             | 3月20日    | 吉澤智子、穴吹一朗 | 倉貫健二郎 |
| |                                                                              |            |                    |            |

| TBS 木曜ドラマ劇場                               | TBS 木曜ドラマ劇場                       | TBS 木曜ドラマ劇場                                              |
| 前番組                                           | 番組名                                   | 次番組                                                          |
| ------------------------------------------------ | ---------------------------------------- | --------------------------------------------------------------- |
| 夫のカノジョ （2013年10月24日 - 2013年12月12日） | Dr.DMAT （2014年1月9日 - 2014年3月20日） | MOZU Season1 〜百舌の叫ぶ夜〜 （2014年4月10日 - 2014年6月12日） |